# Посёлок имени Михеева
Имени Михеева — посёлок в Воскресенском районе Нижегородской области России. Входит в состав городского поселения Рабочий посёлок Воскресенское.

## География
Посёлок расположен на левом берегу реки Ветлуги.

## История
Прежнее название посёлка — Затон имени Михеева. С 1983 года в посёлке находилось районное управление речного пароходства. Каждую весну случаются подтопления.

## Население
| 1999 | 2002 | 2010 |
| ---- | ---- | ---- |
| 304  | ↘287 | ↘151 |

## Инфраструктура
Улицы посёлка: Комарова, Леонова, Лесная, Луговая, Набережная, Озёрная, Целинная.